# اچ‌ام‌اس لوتین (۱۷۷۹)
اچ‌ام‌اس لوتین (۱۷۷۹) (به انگلیسی: HMS Lutine (1779)) یک کشتی است که طول آن ۴۴٫۲ متر (۱۴۵ فوت) می‌باشد. این کشتی در سال ۱۷۷۹ ساخته شد.